# Tonga (Malawi)
Tonga – lud afrykański zamieszkujący Malawi. Posługują się językiem tonga, z grupy językowej bantu. Ich populację szacuje się na 362 tysiące (2018). 
Lud ten należy odróżnić od plemienia Tonga zamieszkującego Zambię i Zimbabwe, należącego jednak do innej gałęzi ludów Bantu i posługującego się innym językiem.